# Bielczyce (wieś)
Bielczyce (biał. Бельчыцы; ros. Бельчицы) – wieś na Białorusi, w obwodzie brzeskim, w rejonie prużańskim, w sielsowiecie Mokre.
Należały do ekonomii kobryńskiej. W dwudziestoleciu międzywojennym leżały w Polsce, w województwie poleskim, w powiecie prużańskim.